# کتابخانه ایالتی لیختن‌اشتاین

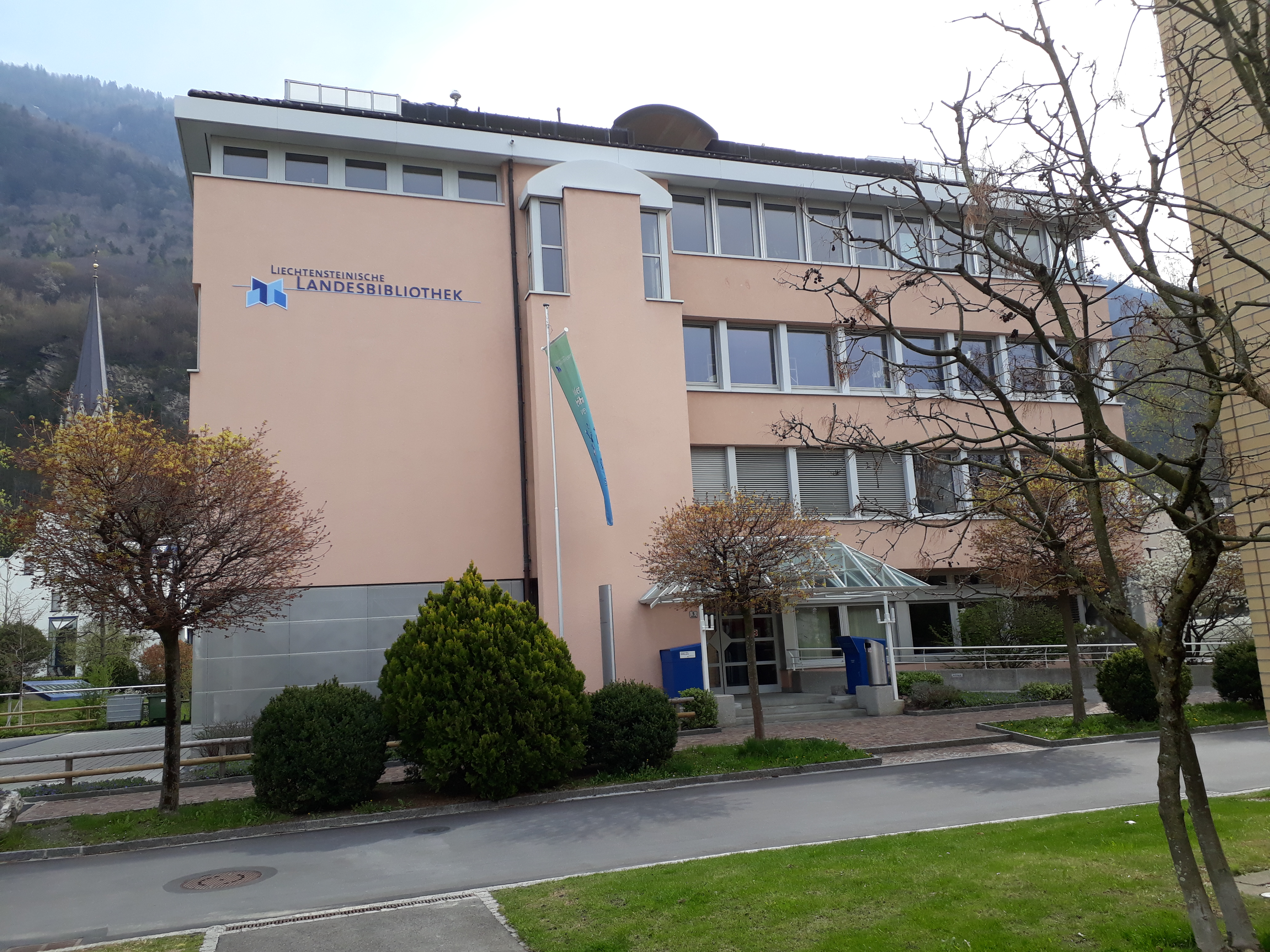
کتابخانه ایالتی لیختن اشتاین

کتابخانه دولتی لیختن‌اشتاین (آلمانی: Liechtensteinische Landesbibliothek ،تلفظ‌شده به صورت [ˌlɪçtn̩ʃtaɪnɪʃə ˈlandəsbiblioˌte:k]) کتابخانه‌ای است که بر پایه سپرده قانونی کار می‌کند و دارای حق چاپ برای لیختن اشتاین است.